# Лангобардите в Италия: места на властта (568 – 774)
Лангобардите в Италия: места на властта (568 – 774) (на италиански: Longobardi in Italia: i luoghi del potere) са 7 групи от исторически постройки, които отразяват постиженията на германското племе лангобарди, установили се в Италия през 6 век и създали Лангобардското кралство, просъществувало до 774 г.
Групите включват манастири, църковни сгради и крепости. През юни 2011 г. се превръща в обект на ЮНЕСКО за световното културно и природно наследство, тъй като свидетелстват за „главната роля на лангобардите в духовното и културно развитие на средновековното европейско християнство“.

## Район Гасталдага и Епископски комплекс в Чивидале
Районът Гасталдага (Gastaldaga) и Епископският комплекс в Чивидале дел Фриули (Провинция Удине) включват:
- Район Гасталдага с Малкия лангобардски храм. Малкият храм, който е ораторий „Санта Мария ин Вале“, е най-важното и най-добре запазеното архитектурно свидетелство от лангобардската епоха. Той е особено важен, тъй като отбелязва съвместното съществуване на чисто лангобардски мотиви и представлява възраждане на класическите модели, създавайки нещо като непрекъснато продължение между класическото изкуство, лангобардското изкуство и каролинското и отонското изкуство.
- Епископски комплекс, който включва останките от Патриаршеския дворец в долното ниво на Националния археологически музей на Чивидале дел Фриули. Епископският комплекс на патриарх Калист е основният религиозен комплекс в силната столица на Фриулското херцогство и включва базиликата, баптистерия „Свети Йоан Кръстител“ и Патриаршеския дворец. Археологическите разкопки показват само няколко следи от архитектурни дейности, но позволяват възстановяването на някои от най-изисканите лангобардски артефакти и скулптури, като Кръщелния купел на патриарх Калист и Олтарът на херцог Ратчис.

- Фасада на катедралата
- Църква „Санта Мария ин Вале“ в район Гасталдага
- Малък лангобардски храм
- Паладийският Палацо Преторио в Епископския комплекс

## Монументална зона с монашески комплекс „Сан Салваторе-Санта Джулия“ в Бреша
Монументалната зона с монашеския комплекс „Сан Салваторе-Санта Джулия“ в Бреша включва манастира „Санта Джулия“, базиликата „Сан Салваторе“ и археологическата зона на Римския форум. 
Основана през 753 г. като църква за манастира от Дезидерий – херцог на Бреша и бъдещ крал на лангобардите и съпругата му Анса, манастирът „Сан Салваторе“, характеризиращ се със съвременното използване на лангобардски стил и класически и богато украсени декоративни мотиви, е един от най-добрите примери за ранносредновековна религиозна архитектура. През вековете той е модифициран многократно и става част от новия монашески комплекс, чиято църква, посветена на света Юлия, е завършена през 1599 г.
На запад от монашеския комплекс се намира монументалната зона, състояща се от Капитолия, Републиканското светилище и Римския театър, тясно свързана с историите за Спасителя и света Юлия. Най-старата религиозна сграда на римския форум датира от края на 1 век пр.н.е. Изключителното ниво на съхранение на архитектурните и декоративни аспекти прави този археологически район уникален пример в Северна Италия.
- Капитолиум в монументалната зона на Римския форум
- Базиликата „Сан Салваторе“
- Църквата „Санта Мария ин Соларио“
- Монашеският хор на манастира „Сан Салваторе – Санта Джулия“

## Каструм с кула Торба и църква извън стените (Санта Мария foris portas) в Кастелсеприо
Каструмът с кулата Торба и църквата извън стените в Кастелсеприо (провинция Варезе) включва манастира Торба, църквата „Санта Мария foris portas“ с нейните стенописи и руините на базиликата „Свети Йоан Кръстител“. Лангобардите превръщат Каструм Кастелсеприо, който преди това е бил римски военен аванпост и остроготски отбранителна бастион, първоначално в място за търговия, а след това в манастир (8 век).
Манастирът включва кулата, построена от остроготите и преработена за монашески цели от лангобардите, както и малката църква „Св. Дева Мария“. От голямата базилика на Кастелсеприо са останали само руините, три кораба с централна апсида и абсидиум, но „Санта Мария foris portas“ е непокътната, включително големи части от нейните абсидални стенописи, които са едни от най-големите стенописи, намерени през цялото Ранно средновековие.
- Кулата Торба
- Останки от базиликата „Свети Йоан Кръстител“
- Църквата „Санта Мария foris portas“
- Църквата „Санта Мария foris portas“, детайл от стенописите

## Базилика „Сан Салваторе“ в Сполето
Базиликата „Сан Салваторе“ в Сполето (провинция Перуджа) е раннохристиянска базилика от 4 – 5 век, върху която лангобардите извършват обширни ремонти през 8 век. Базиликата е построена с три кораба: и презвитериумът е тристранен и е покрит от свод с осмоъгълна основа. Апсидата е полукръгла и е затворена от външната страна с права стена. От двете страни на фланга са разположени две апсидни зони с оребрен свод. Интериорът е загубил оригиналните си декорации от мазилки и картини, но е запазил богат антаблеман с дорийски фриз, поставен върху дорийски и коринтски колони. На оригиналната фасада от 8 век, маркирана с пиластри и разделена на две секции от единия ъгъл, са запазени само ъглите на прозорците и трите портала, изваяни с класически мотиви.
- Фасада на базиликата „Сан Салваторе“
- Детайли от портала
- Вътрешен изглед от базиликата
- Презвитерият

## Малък храм „Клитуно“ в Кампело сул Клитуно
Малкият храм „Клитуно“ в Кампело сул Клитуно (провинция Перуджа) е малка църква, посветена на Спасителя, под формата на коринтски храм в древногръцки стил. Конструкторите вероятно са използвали повторно останки от древен езически сацелум (малък храм), както и материал от сполии. Повечето скулптурни орнаменти обаче са оригинални творения и не са били направени от повторно използвани материали от римската епоха. На архитрава има квадратни римски квадратни капители, изписани от северната, южната и западната страна – рядък пример за монументална ранносредновековна епиграфика. Интериорът се състои от голямо помещение, покрито с цилиндричен свод и с едикула, която оформя долната апсида. Има и стенописи от 7 век.
- Фасадата на малкия храм „Клитуно“
- Страничен изглед към малкия храм
- Външен изглед към апсидата
- Вътрешен изглед към апсидата

## Комплекс „Санта София“ в Беневенто
Комплексът „Санта София“ в Беневенто (Кампания) е разположен около църквата „Санта София", която преди това е била дом на най-важния лангобардски херцог на Мала Лангобардия и е основана от херцог Аричис II около 760 г. Той се основава на модела на палатинския параклис на Лиутпранд в Павия; централният план се основава на този на едноименната църква в Константинопол, но в центъра има шест колони, които поддържат купола, разположени във всеки от ъглите на шестоъгълник и свързани с арки. След това вътрешният шестоъгълник е заобиколен от десетоъгълен пръстен с осем пиластъра от бял варовик и две колони от двете страни на входа, всеки разположена успоредно на съответната стена. От двете странични апсиди остават фрагменти от оригинални стенописи, които по-рано са покривали цялата вътрешност на църквата.
Манастирът също е част от комплекса, въпреки че е запазен, след като е бил преустроен през 13 век, заменяйки оригиналната лангобадска сграда с друга по-късна добавка на четириъгълна обител.
- Комплексът „Санта София“
- Порталът на църквата
- Вътрешен изглед на църквата
- Детайл от стенописите с „Благовещение на Захарий“

## Светилище „Сан Микеле“ в Монте Сант Анджело
Светилището „Сан Микеле“ в Монте Сант'Анджело (провинция Фоджа) се намира в Херцогство Беневенто и е основано преди пристигането на лангобардите, но е прието от тях като национално светилище, когато завладяват Гаргано през 7 век. Светилището – свидетелство за почитането на свети Михаил – е било обект на монументалното покровителство на двамата херцози на Беневенто, които се заселват в Павия, и е подобрено с множество ремонти, за да се улесни достъпът до пещерата на първото видение и за настаняване на поклонниците. „Свети Архангел Михаил“ става една от основните дестинации за поклонение на християните – това е етап на един от вариантите на Виа Франчиджена, който води до Светите земи.
Светилището е основно реконструирано, особено по-високите му части; през лангобардската епоха само криптите осигуряват достъп до пещерата, където според традицията се е явил архангел Михаил.
- Светилище „Сан Микеле“
- Статуя на свети Михаил с изглед към входа на светилището
- Осмоъгълната кула (кампанила) на светилището
- Пещерата, където се твърди, че се е явил архангел Михаил